# Ahornspitze
Die Ahornspitze ist ein 2973 m hoher Berg in den Zillertaler Alpen, südöstlich oberhalb von Mayrhofen (Tirol, Österreich). Die Ahornspitze weist zwei Gipfel auf, den Nordgipfel mit 2960 m und Südgipfel mit 2973 m, wobei sich das Gipfelkreuz auf dem niedrigeren Nordgipfel befindet. Der Berg ist nicht vergletschert, nur an der Ostflanke gibt es zurzeit noch ein stark geneigtes Firnfeld mit dem Namen Schneekarl. Benachbarter Gipfel im Verlauf des Südgrates ist die Popbergspitze (2891 m). Nach Osten fällt das Gelände über das Lahnkar zum Bodengrund, einem Seitental des Zillergrundes ab. Nach Norden schließt die Ahornspitze über mehrere Kare direkt an den Zillergrund an, nach Westen fällt das Gelände über das Popbergkar hinab ins Stilluptal. Die Ahornspitze steht somit am Nordende des Ahornkamms an exponierter Stelle und ist deswegen ein beliebter Aussichtsberg.

## Erstbesteigung

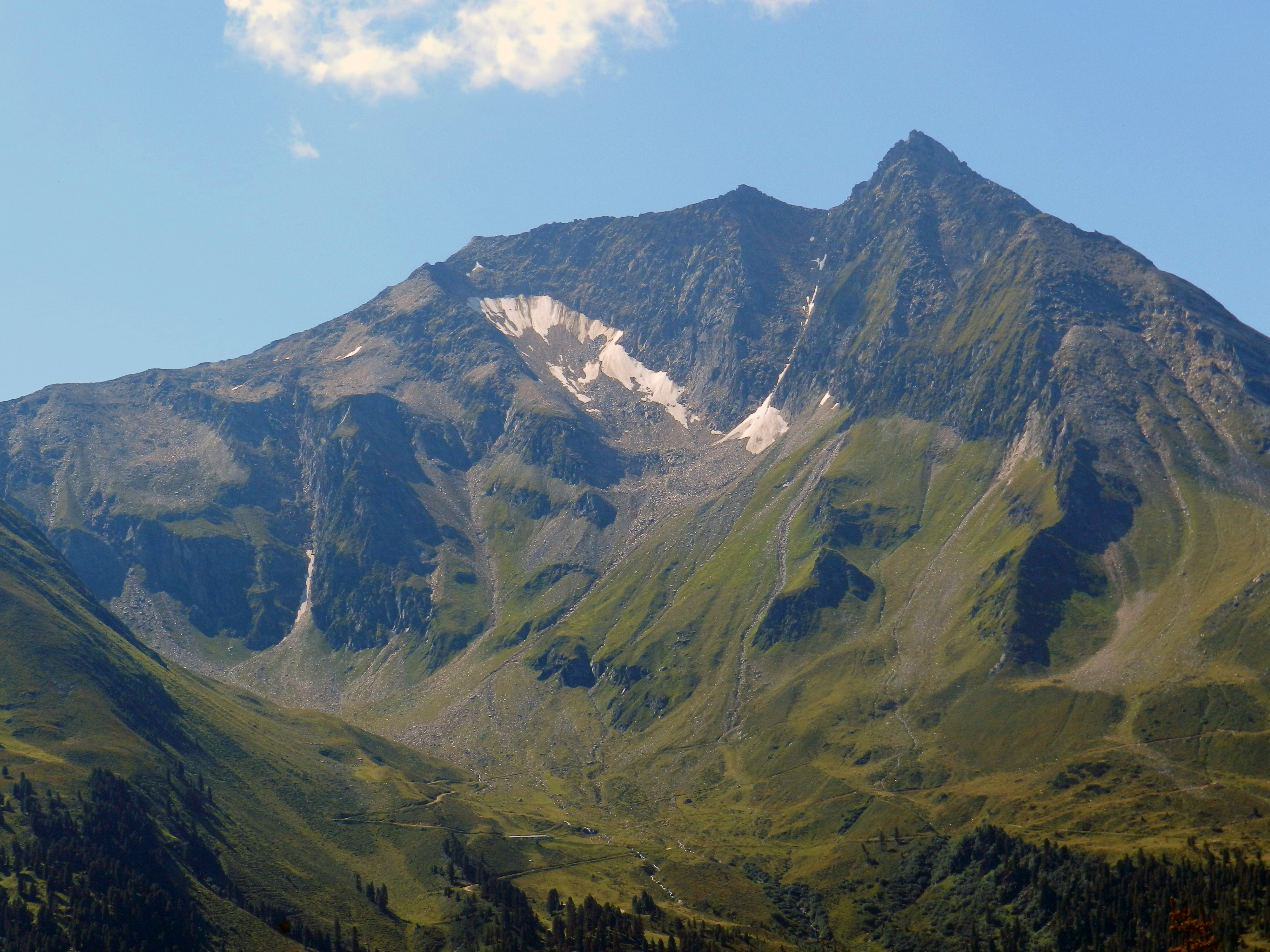
Nordflanke der Ahornspitze

Die erste dokumentierte Besteigung der Ahornspitze erfolgte am 1. September 1840 durch Peter Karl Thurwieser, den Mayrhofener Hilfspriester Martin Seisl, den Brandberger Vikar Joseph Weinold, den Lehrer Joseph Thaler mit den Einheimischen Senner Joseph Eberharter als Bergführer und Vitus Kreidl als Träger. Im Bericht Thurwiesers wird deutlich, dass sein Bergführer Eberharter den Berg bereits früher bestiegen hatte („Gerade hinan, sagte der Melker, sei er einmal auf den Gipfel gekommen, wolle es aber nicht mehr wagen“). Bemerkenswert ist auch, dass Eberharter als Bergführer barfuß ging.
Die Besteigung der Ahornspitze 1840 gilt als erste Hochtour in den Zillertaler Alpen, von der eine Nachricht an die Öffentlichkeit drang.

## Tourismus

### Sommer

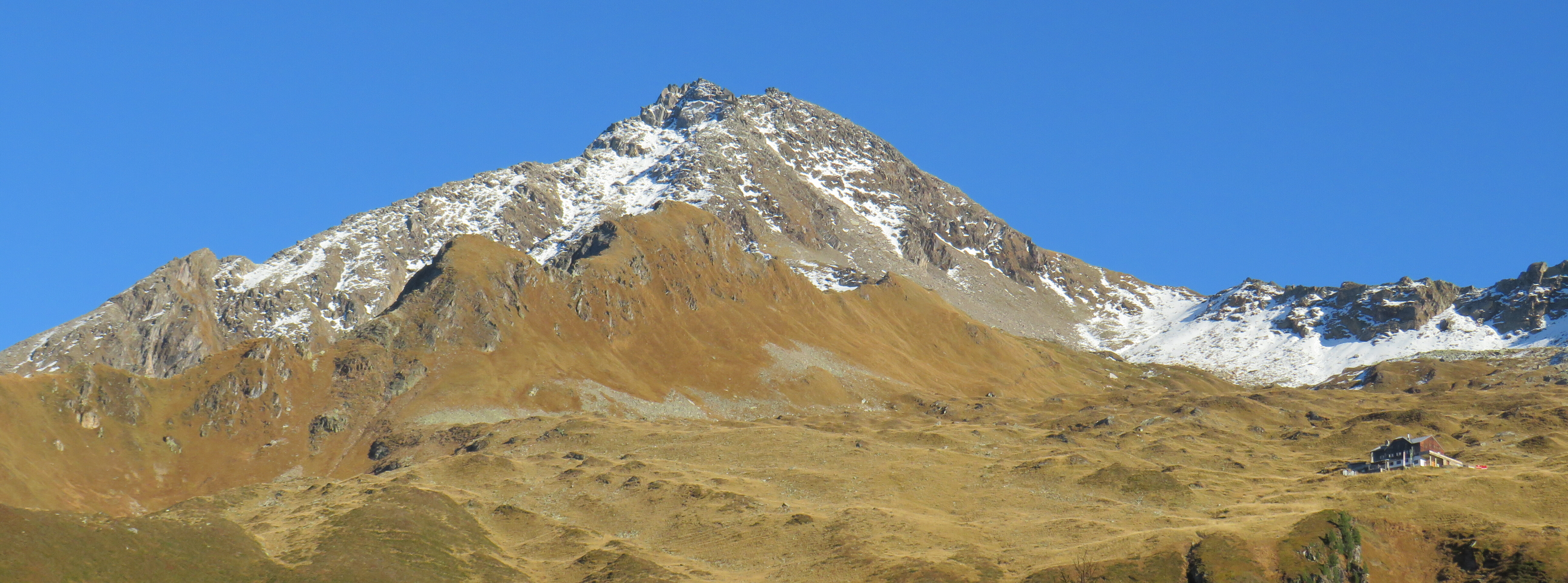
Ahornspitze mit Normalweg, rechts hinten die Popbergschneid, davor das Fellenbergkar, vorn rechts die Edelhütte

Die Ahornspitze wird in der Regel von der Karl-von-Edel-Hütte (2238 m) aus in 2 bis 3 Stunden begangen. Der Weg führt von der Hütte nach Osten das Föllenbergkar hinauf. Auf etwa 2750 Meter Höhe schwenkt er dann auf den Südwestrücken und führt über den Süd- zum Nordgipfel. Laut Literatur ist der Weg leicht, nur eine Stelle zwischen Süd- und Nordgipfel ist mit einer Seilsicherung versehen und wird entsprechend UIAA-Skala mit I bewertet. Auf dem Südwestrücken besteht Steinschlaggefahr wegen Lockergestein.
Alternativ ist es möglich, zum Südwestrücken über die Popbergschneide zu gelangen. Diese kann von der Karl-von-Edel-Hütte erreicht werden, indem dem Berliner Höhenweg bis Popbergschneide gefolgt wird oder indem unter Umgehung der Karl-von-Edel-Hütte vom Filzenkogl oberhalb der Filzenalm die Filzenschneid bis zur Popbergschneide begangen wird. Bei diesen Strecken sind längere Passagen mit UIAA I bewertet.

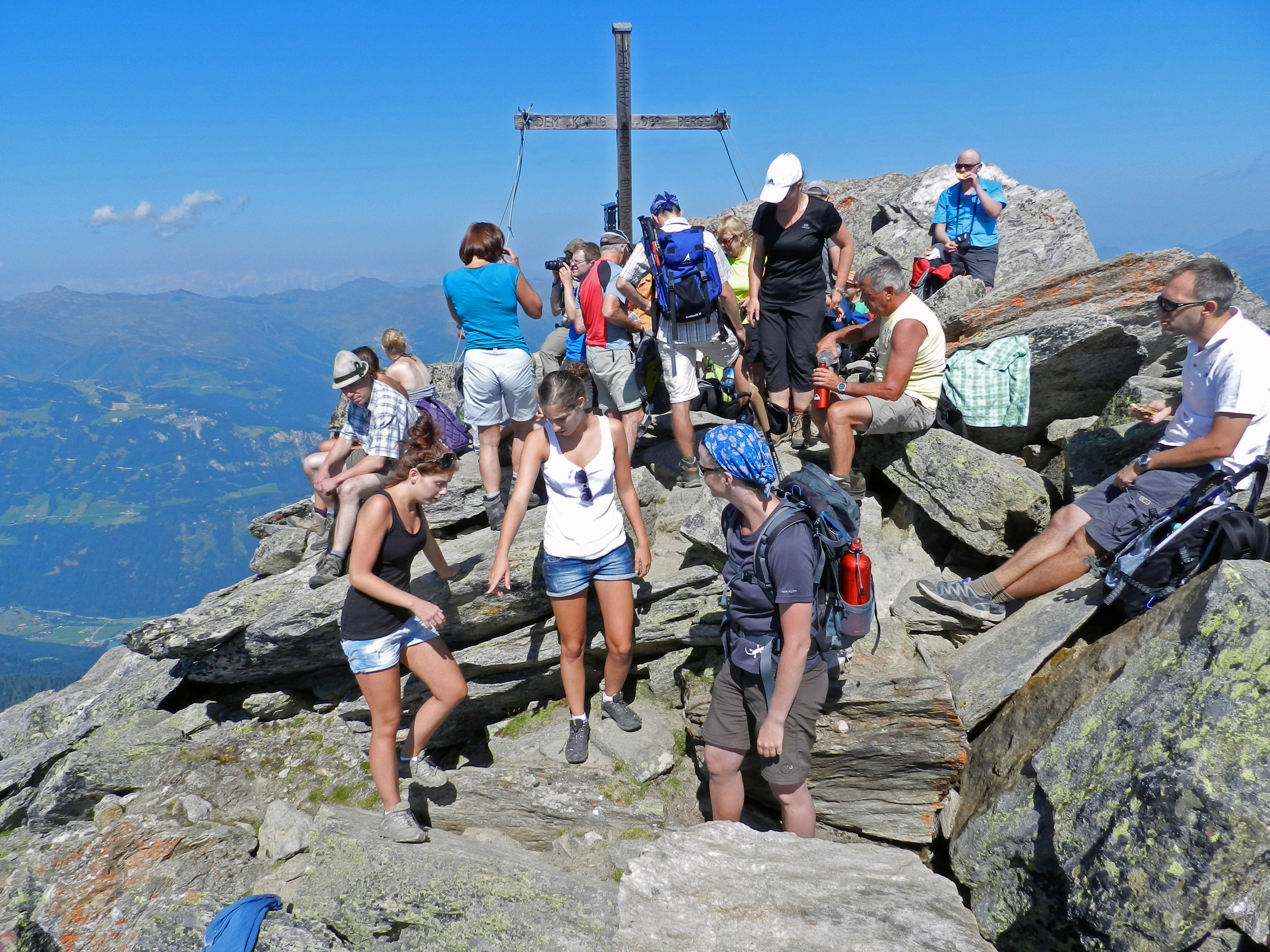
Typische Situation auf der Ahornspitze im Sommer bei gutem Wetter

Die Karl-von-Edel-Hütte ist von Mayrhofen in etwa 4 Stunden zu erreichen, so dass die Begehung von Mayrhofen meist als Zwei-Tages-Tour gegangen wurde. Seit 1968 führt jedoch eine Seilbahn, die Ahornbahn, von Mayrhofen aus auf den Filzenboden bei 1965 Metern Höhe. Von der Bergstation der Bahn ist die Karl-von-Edel-Hütte nun in 1 bis 1½ Stunden zu erreichen, so dass die Ahornspitze problemlos in einem Tag begangen werden kann. 
Die Seilbahn wurde 2006 komplett neu gebaut und weist nun eine maximale Kapazität von 1200 Personen pro Stunde auf. Dies führt zu einer großen Beliebtheit der Ahornspitze, die im Spätsommer bei gutem Wetter zeitweise von mehreren hundert Wanderern pro Tag begangen wird.

### Winter
Direkt an der Bergstation der Ahornbahn befindet sich auf dem Filzenboden ein kleines Skigebiet mit einigen Liften und leichten Abfahrten. Vom Filzenboden führt auch eine Abfahrt bis nach Mayrhofen hinab, die in den niedrigen Lagen bei Bedarf mit Schneekanonen beschneit wird.